# Carl Rammelsberg
Carl Friedrich August Rammelsberg, född 1 april 1813 i Berlin, död där 28 december 1899, var en tysk kemist och mineralog.
Rammelsberg var under åren 1846–1891 professor vid Berlins universitet. Han utförde ett högst betydligt antal undersökningar inom den oorganiska kemins, mineralogins och kristallografins områden samt utgav åtskilliga förtjänstfulla och mycket använda hand- och läroböcker. Rammelsberg blev 1855 ledamot av Preußische Akademie der Wissenschaften i Berlin och 1859 korresponderande ledamot av Bayerische Akademie der Wissenschaften. Han invaldes 1862 i Leopoldina, 1870 i Akademie der Wissenschaften zu Göttingen, 1872 i American Academy of Arts and Sciences och 1893 i National Academy of Sciences samt 1889 som korresponderande ledamot av Geologiska Föreningen i Stockholm.